# Цебак, Юрай
Юрай Цебак (словац. Juraj Cebák; 29 сентября 1982, Чехословакия) — словацкий хоккеист, защитник.

## Карьера
Выступал за МХК «Прьевидза», МсХК «Жилина», ХК «Витковице», ХК «Нитра», МХК «Мартин», ХК «Левице», ХКм «Зволен», ХК «07 Детва».
В составе национальной сборной Словакии провел 2 матча.

## Достижения
- Бронзовый призер чемпионата Словакии (2011).